# Phelline indivisa
Phelline indivisa är en tvåhjärtbladig växtart som först beskrevs av Henri Ernest Baillon, och fick sitt nu gällande namn av Hermann August Theodor Harms och Loes. Phelline indivisa ingår i släktet Phelline och familjen Phellinaceae. Inga underarter finns listade i Catalogue of Life.